# ایلیریا (نبراسکا)
ایلیریا(به انگلیسی: Elyria) شهری در ایالت نبراسکا کشور ایالات متحده آمریکا است که جمعیت آن در سرشماری سال ۲۰۱۰ میلادی، ۵۱ نفر بوده‌است.